# 蒋导江
蒋导江（1903年—1984年1月1日），湖北石首人，中国冶金学家、冶金学教育家，九三学社中央委员会委员，中国共产党党员，第三届全国人大代表。